# Битва біля Менфі
47°41′03″ пн. ш. 17°38′04″ сх. д. / 47.68416667° пн. ш. 17.63444444° сх. д.
Би́тва бі́ля Ме́нфі — одна із важливих битв в ранній історії Угорщини. Відбулася 1044 року біля Менфі поблизу міста Дьйор між німецькими і угорськими арміями. Закінчилася перемогою німців.
Імператор Генрі ІІІ вторгнувся до Угорщини 6 липня 1044. Хоча німецька армія була менша за угорську, вона зуміла розбити супротивника. Аба Шамуель, який очолював угорськи сили, втік з поля битви, але був схоплений своїм суперником на угорський трон Петром Орсеоло, який обезголовив його. Петра коронували в Секешфегерварі. Він приніс васальну присягу Генріху ІІІ. Угорщина стала на деякий час васалом Священної Римської Імперії.